# Mario Beccaro
Mario Beccaro (fl. XX secolo) è stato un calciatore italiano, di ruolo portiere.

## Carriera
Giocò nello Stabia Sporting Club per tre stagioni in massima serie, intervallate dalla stagione 1923-24 in cui giocò per il Savoia di Torre Annunziata, dove collezionò 10 presenze subendo 2 reti, venendo poi sostituito dall'emergente Ciro Visciano. Con i biancoscudati si laureò campione dell'Italia Centromeridionale e vice Campione d'Italia nel 1924.

## Statistiche

### Presenze e reti nei club
| Stagione        | Squadra         | Campionato      | Campionato | Campionato | Coppe nazionali | Coppe nazionali | Coppe nazionali | Altre coppe | Altre coppe | Altre coppe | Totale | Totale |
| Stagione        | Squadra         | Comp            | Pres       | Reti       | Comp            | Pres            | Reti            | Comp        | Pres        | Reti        | Pres   | Reti   |
| --------------- | --------------- | --------------- | ---------- | ---------- | --------------- | --------------- | --------------- | ----------- | ----------- | ----------- | ------ | ------ |
| 1921-1922       | Stabia          | PD              | 7+         | -21+       |                 |                 |                 |             |             |             | 7+     | -21+   |
| 1922-1923       | Stabia          | PD              | 4+         | -8+        |                 |                 |                 |             |             |             | 4      | -8+    |
| 1923-1924       | Savoia          | PD              | 10         | -2         |                 |                 |                 |             |             |             | 10     | -2     |
| 1925-1926       | Stabia          | PD              | 4+         | -13+       |                 |                 |                 |             |             |             | 4      | -13+   |
| Totale Stabia   | Totale Stabia   | Totale Stabia   | 15+        | -42+       |                 |                 |                 |             |             |             | 15+    | -42+   |
| Totale carriera | Totale carriera | Totale carriera | 25+        | -44+       |                 |                 |                 |             |             |             | 25+    | -44+   |

## Palmarès

### Club

#### Competizioni nazionali
- Campione dell'Italia Centro Meridionale: 1

Savoia: 1923-1924

#### Competizioni regionali
- Campione Campano: 1

Savoia: 1923-1924